# Джейн Уолстънхолм
Джейн Уолстънхолм (на английски: Jane Wolstenholme) е британска журналистка и писателка на бестселъри в жанра съвременна дамска литература (чиклит). Пише под псевдонимите Джейн Костело (на английски: Jane Costello) и Катрин Айзък (Catherine Isaac).

## Биография и творчество
Джейн Уолстънхолм е родена на 24 януари 1974 г. в Ливърпул, Англия. Учи в училище „Сейнт Хилда“ в Ливърпул. Завършва Ливърпулския университет и Университета в Стратклайд.
След завършването си започва работа като стажант-редактор във вестник „Ливърпул Ехо“, а по-късно става редактор в „Дейли Мейл“. През 2002 г. преминава в „Ливърпул Дейли Поуст“ и на 28 години е назначена за главен редактор на. Тя е най-младата жена, заемала тази длъжност в голям ежедневник във Великобритания. В края на 2006 г. напуска вестника, за да се включи като консултатнт в PR компанията на бившия редактор на „Ливърпул Ехо“ и неин съпруг Джон Браун. Двамата са женени от 2004 г. и се разделят през 2010 г.
Джейн пише първият си роман „Шаферки“ докато е в отпуск по майчинство с първото си дете в Бърскоу, южен Ланкашър. Идеята за сюжета ѝ хрумва на сватбената церемония на една от приятелките ѝ. Тя разбира, че сватбите са добър източник на любовни истории и житейски анекдоти. Романът излиза през 2008 г. под псевдонима ѝ Джейн Костело, предложен от нейния редактор. Той влиза в класациите на бестселърите на Великобритания и е номиниран за няколко награди.
Вторият роман на Джейн Костело „Почти женени“ от 2009 г. става още по-популярен и е удостоен с престижната награда „Най-добра романтична комедия“ на Асоциацията на писателките на романси.
Следващите ѝ романи също са бестселъри и тя се нарежда сред 10-те най-търсени автори във Великобритания, като става част от големите имена в жанра на дамските четива и в жанра чиклит.
Произведенията на Джейн Костело са преведени на над 17 езика и се разпространяват по целия свят. Тя продължава да пише по една книга на година, както и за вестници и списания като „Мари Клер“, „Съндей Телеграф“, „Белла“ и „Дейли Мейл“.
Джейн Уолстънхолм живее в Ливърпул с тримата си синове – Отис (2006), Лукас (2008) и Исаак (2012), и с приятеля си Марк.

## Произведения

### Самостоятелни романи
- Шаферки, Bridesmaids (2008)
- Почти женени, The Nearly-Weds (2009)
- Нежененият ми приятел, My Single Friend (2010)
- Бягащото момиче, Girl on the Run (2011)
- Необвързани момичета, All the Single Ladies (2012)
- The Wish List (2013)
- The Time of Our Lives (2014)
- The Love Shack (2015)
- Summer Nights at the Moonlight Hotel (2016)

### Новели
- The Mini Break (2014)
- The Little Things (2015)

### Като Катрин Айзък

#### Самостоятелни романи
- You Me Everything (2018)